# Álvaro Silva (atleta)
Álvaro Manuel Santos Rosa Silva (21 de abril de 1965 – 29 de abril de 2025) foi um velocista português. Ele competiu nos 4 x 400 metros estafetas nos Jogos Olímpicos de Verão de 1988 e nos Jogos Olímpicos de 1992.
 